# Fafi
Der Künstlername Fafi bezeichnet eine französische Art urbain (Street-Art-) Künstlerin (* 1976 in Toulouse). Sie ist die Schöpferin der nach ihr benannten Kunstfiguren Fafinetten. Ursprünglich als reine Graffiti angelegt, werden ihre „unschuldig-erotischen“ Mädchendarstellungen inzwischen in Museen gezeigt und sind auch kommerziell erfolgreich als Stilbildner in der Textil- und Lebensmittelindustrie.

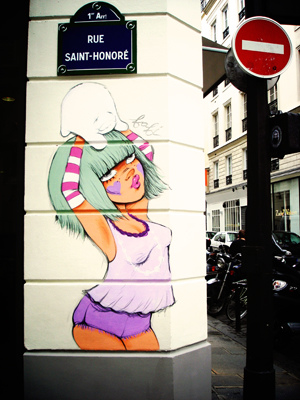
Fafinette an der Rue Saint-Honoré, Paris